# Veronika Issa
Veronika Issa (* als Veronika Steinhoff) ist eine US-amerikanische Schauspielerin und Synchronsprecherin.

## Leben
Issa ist Absolventin des Santa Monica College. Sie absolvierte ihre Ausbildung zur Schauspielerin am Stella Adler Studio of Acting. Anschließend folgten die Stationen am The Second City Hollywood und The Groundlings, wo sie Erfahrungen im Improvisationstheater und dem Comedy-Bereich sammelte.
2012 feierte sie ihr Fernsehdebüt, als sie in einer Episode der Fernsehserie King Bachelor’s Pad mitspielte. Nach knapp sieben Jahren Pause vom Filmschauspiel, wirkte sie in dem Kurzfilm Cernunnos mit, der am 28. Januar 2019 in Los Angeles uraufgeführt wurde. Im selben Jahr hatte sie auch eine Episodenrolle in der Fernsehserie Future Rich Wives Club und eine Nebenrolle im Fernsehfilm Pros and Cons inne. 2020 folgte eine größere Nebenrolle in dem Spielfilm In the Drift sowie die Darstellung der weiblichen Hauptrolle Alexandra Svoboda im Katastrophenfilm Asteroid-a-Geddon – Der Untergang naht.

## Filmografie
- 2012: King Bachelor’s Pad (Fernsehserie, Episode 1x03)
- 2019: Cernunnos (Kurzfilm)
- 2019: Future Rich Wives Club (Fernsehserie, Episode 1x03)
- 2019: Pros and Cons (Fernsehfilm)
- 2020: In the Drift
- 2020: Asteroid-a-Geddon – Der Untergang naht (Asteroid-a-Geddon)
- 2021: The Next Unicorn (Fernsehserie)
- 2021: Party from Hell (Fernsehfilm)
- 2021: A Stalker in the House
- 2021: Devils Triangle
- 2022: The Last Son